# Sitio de Antalya
El sitio de Antalya o sitio de Atalia en marzo de 1207 fue la exitosa captura turca de la ciudad de Atalia (actual  Antalya, Turquía), un puerto en el suroeste de Asia Menor. La captura del puerto dio a los turcos otra vía en el Mediterráneo aunque pasarían otros 100 años antes de que los turcos hicieran serios intentos en el mar Egeo.
El puerto había estado bajo el control de un aventurero toscano con el nombre de Aldobrandini, que había estado al servicio del Imperio bizantino, pero según se dice maltrató a unos comerciantes egipcios en ese puerto. Los habitantes apelaron al regente de Chipre, Gualterio de Montbéliard, que ocuparon la ciudad, pero no pudo evitar que los turcos selyúcidas devastaran las zonas adyacentes. El sultán Kaikosru I tomó la ciudad por asalto en marzo de 1207, y puso a su lugarteniente Mubariz al-Din Ertokush ibn 'Abd Allah a cargo como su gobernador.